# 斗茶图

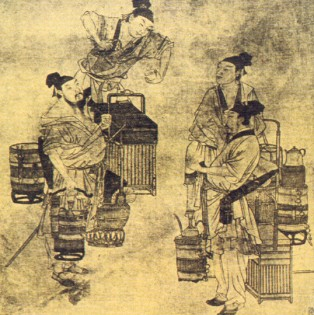
赵孟頫・斗茶图 局部

《斗茶图》，中国元代赵孟頫作。描写中国元代斗茶的情形。斗茶兴起于中国唐代，成为“茗战”，宋朝称作“斗茶”，是一种民风民俗。参与者烹制、品评茶叶品质，比较茶艺的高下。图中四位斗茶手分成两组，每组二人。左边斗茶组组长，左手持茶杯，右手持茶壶，昂头望对方，助手在一旁，右手提茶壶，左手持茶杯，两手拉开距离，正在注汤冲茶。右边一组斗茶手也不示弱，准备齐全，每人各有一副茶炉和茶笼，组长右手持茶杯正在品尝茶香。